# Darley Ramon Torres
Darley Ramon Torres (nacido el 15 de diciembre de 1989 en Pedro Leopoldo, Brasil) es un futbolista brasileño que milita actualmente en el Retrô. Comenzó su carrera en el Clube Atlético Mineiro y después fue fichado por el Feyenoord Rotterdam el 24 de enero de 2008 por una cantidad de 700.000€.

## Clubes
| Club             | País    | Año       |
| ---------------- | ------- | --------- |
| Atlético Mineiro | Brasil  | 2007      |
| Feyenoord        | Holanda | 2008-2012 |
| Náutico          | Brasil  | 2012-     |